# Manuel Hiemer (Fußballspieler)
Manuel Hiemer (* 3. Februar 1985 in Augsburg) ist ein deutscher Fußballspieler.

## Karriere
Hiemer kam 2001 vom 1. FC Nürnberg zur SpVgg Greuther Fürth, wo er nach Einsätzen in der U19-Bundesliga 2004 in den Amateurkader übernommen wurde und einen Einjahresvertrag für die Bayernliga unterschrieb. 2005 wechselte er zum Oberligisten TSV Aindling, wo er drei Tore innerhalb von 30 Einsätzen erzielte. 2006 bis 2007 spielte er beim FC Ingolstadt 04, bei dem er aber nur ein Mal zum Einsatz kam. 2007 bis 2009 spielte er beim SSV Jahn Regensburg, wo Hiemer in 59 Einsätzen ein Tor erzielte.
Ab 2009 spielte er bei dem Drittligisten FC Erzgebirge Aue. Mit den Sachsen stieg er 2009/10 in die 2. Bundesliga auf und kam dabei immerhin 22-mal zum Einsatz, wenn auch meist als Einwechselspieler. In der zweithöchsten Spielklasse konnte er jedoch nicht Fuß fassen und kam in der Hinrunde nur zu einer einzigen Einwechslung in der Nachspielzeit. Zum 31. Januar 2011 wurde daraufhin der bis zum Saisonende 2010/11 geltende Vertrag mit Aue einvernehmlich aufgelöst. Danach wechselte Manuel Hiemer zum bayrischen Landesligisten BC Aichach, mit dem ihm der Aufstieg in die Bayernliga gelang. Seit 2012 steht er bei der SpVgg Bayreuth unter Vertrag.